# Joe Henderson
Pour les articles homonymes, voir Henderson.
Joseph Arthur Henderson, dit Joe Henderson, né le 24 avril 1937 et mort le 30 juin 2001, est un saxophoniste ténor et compositeur américain de jazz.
Il commence sa carrière chez Blue Note Records, label où il signe ses premiers albums en tant que leader. Il accompagne alors les grands noms du hard bop : Horace Silver, Grant Green, Kenny Dorham ou encore Lee Morgan. À la fin des années 1960, il se tourne vers une musique plus électrique teintée de jazz fusion, avant de prendre du recul pour se consacrer à l'enseignement. Il revient sur le devant de la scène au début des années 1990 avec quelques albums chez Verve Records qui lui assurent un statut de légende du jazz.

## Biographie

### Les années de formation
Joseph Arthur Henderson naît à Lima dans l'Ohio, loin des lieux du jazz. Son père Dennis Lloyd Henderson, qui travaille dans une usine métallurgique, et sa mère Irene Farley ont 15 enfants, dix garçons et cinq filles,,.
Son grand frère James T. Henderson, qui joue du saxophone, le pousse d'abord à apprendre la batterie, puis la clarinette et le saxophone C-mélody, mais c'est vers le saxophone ténor qu'il se tourne quand il a 13 ans, instrument qu'il étudie auprès de son premier professeur Herbert Murphy,. Son frère lui fait écouter des disques, et Joe apprend le solo de D.B. Blues de Lester Young, plutôt simple, alors qu'il est âgé de 9 ans. Il écoute alors du jazz, du rhythm and blues ou de la musique country : « je connais aussi bien Johnny Cash que Charlie Parker, parce que j'ai grandi dans ce coin-là. C'était ce qu'on entendait à la radio… ». Quand James Brown, B. B. King, Bo Diddley ou Chuck Berry passent dans sa ville, il va les voir pour écouter les saxophonistes de l'orchestre. Il croise d'ailleurs John Coltrane dans un de ces groupes.
Il s'intéresse de plus en plus au bebop, et découvre de nombreux autres musiciens : Stan Getz, Herbie Steward, Stan Kenton, Woody Herman, Duke Ellington, etc.. Grâce à une sœur, il écoute également la musique de Béla Bartók, Igor Stravinsky ou Paul Hindemith. Petit à petit, il joue avec d'autres musiciens et participe à des orchestres de danse.
Au lycée, il écrit son premier morceau, Recordame, qu'il enregistrera plus tard. Il compose également pour l'orchestre du lycée, et se produit dans des clubs locaux,. Il apprend le piano auprès de pianistes professionnels présentés par ses frères.
Une fois son lycée terminé, il quitte Lima pour étudier au Kentucky State College à Frankfort (Kentucky). L'année suivante, in 1956, il étudie à l'université d'État de Wayne à Détroit, aux côtés de Yusef Lateef, Donald Byrd ou Hugh Lawson,. Il y apprend la flûte et la contrebasse, et étudie en profondeur la musique de Charlie Parker,. Il est diplômé en 1960. Il fréquente aussi pendant trois ans l'école de Larry Teal où il perfectionne son apprentissage du saxophone et de la composition,, et étudie auprès de Barry Harris.

### Les débuts professionnels
Joe Henderson fait partie de l'orchestre de l'université, tout en jouant en club avec Sonny Stitt, Donald Byrd et Pepper Adams.
Entre 1960 et 1962, il fait son service militaire, où son quartet gagne un premier prix dans un concours de jazz. Il participe alors au Rolling Along Show, un spectacle tournant en Europe et au Japon visant à divertir les troupes, où il joue de la contrebasse et occasionnellement du saxophone,,.

### Chez Blue Note
De retour aux États-Unis en octobre 1962, il passe trois mois à Baltimore puis s'installe à New York, où il rencontre le trompettiste Kenny Dorham, qui lui présente Dexter Gordon avec qui il joue au Birdland,. Après quelque temps à jouer avec Jack McDuff, puis avec The Four Tops à Las Vegas, il retourne à New York où il fonde un quintet avec Kenny Dorham. En avril 1963, ce dernier lui permet d'entrer en studio pour la première fois pour son album Una Mas, sur lequel on entend également Herbie Hancock et Tony Williams.
Le trompettiste permet à Henderson de signer chez Blue Note Records. Son premier album Page One, sur lequel on trouve le standard Blue Bossa, parait en 1963, alors qu'il est âgé de 26 ans. S'inscrivant dans la vogue mêlant latin jazz et hard bop, l'album rencontre un grand succès critique qui perdure jusqu'à aujourd'hui,.
Au sein de cette maison de disques, il enregistre quatre autres albums en leader, devenus des classiques. Sur In 'n Out, sorti en 1964, Henderson invite Kenny Dorham et une partie de la section rythmique de John Coltrane, avec Elvin Jones à la batterie et McCoy Tyner au piano. Mode for Joe, avec Lee Morgan, Bobby Hutcherson et Curtis Fuller, est le dernier de la série.
Il participe également à plus d'une vingtaine albums en tant que sideman, dont un certain nombre de classiques : Point of Departure d'Andrew Hill, Unity de Larry Young ou Song for My Father d'Horace Silver,. Il fait partie du groupe d'Horace Silver de printemps 1964 à 1966, applaudi par le public à Jazz à Juan à Antibes en 1964. Pendant cette époque, il explore alors de nombreux genres de musique : hard bop, latin jazz, avant-garde ou soul jazz.

### Chez Milestone

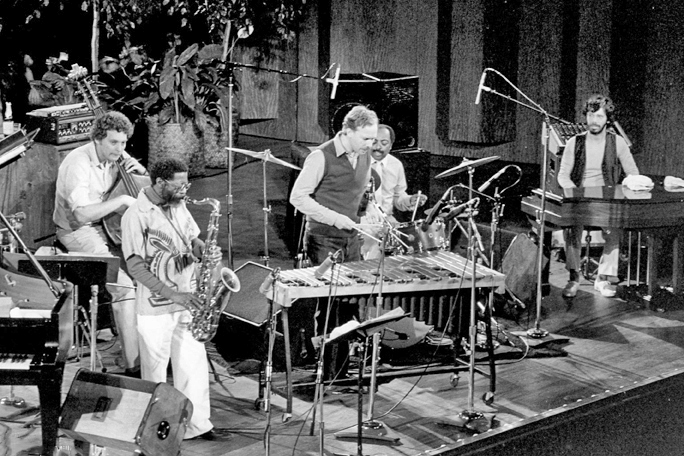
Le quintet de Roy Haynes en 1981, avec Joe Henderson, Gary Burton, Chick Corea et Miroslav Vitouš.

De 1967 à 1969, il enregistre principalement pour Milestone Records, avec quelques albums chez Verve. Sur son premier album The Kicker (en) (1967), il est entouré de Mike Lawrence, Grachan Moncur, Kenny Barron, Ron Carter et Louis Hayes, soit un groupe moins avant-gardiste que celui qu'il avait chez Blue Note : Joe Henderson s'inscrit dans un hard bop dans la lignée d'Art Blakey ou Horace Silver.
Son troisième album Power to the People (en) (1969) inaugure une série d'albums au ton politique, faisant écho au mouvement des droits civiques, avec If You're Not Part of the Solution, You're Part of the Problem (en) (1970), In Pursuit of Blackness (en)  (1971) ou Black Is the Color (en)  (1972). Il navigue alors entre jazz fusion, souvent électrique, et post-bop. Il joue avec les effets de studio, et ajoute des instruments inhabituels : la harpe d'Alice Coltrane, des violons, des flûtes…
En parallèle à sa carrière en leader, il joue parfois avec Miles Davis début 1967. L'année suivante, avec Freddie Hubbard, il fonde les Jazz Communicators. Il joue avec Wynton Kelly et fait partie du sextette d'Herbie Hancock en 1969 et 1970,. En 1970, il participe à Red Clay de Freddie Hubbard. En 1972, il joue sur Living Time de Bill Evans et George Russell.
Ses incursions en dehors du jazz stricto sensu l'amènent à jouer quelques mois en 1971 avec le groupe de fusion rock, jazz et rhythm and blues Blood, Sweat and Tears, : « on leur mettait la pression pour qu'il embauchent un musicien Noir dans le groupe, et ils avaient besoin d'éléments jazz ». Trouvant la musique peut intéressante, il quitte le groupe au bout de quatre mois, refusant un salaire de 200 000 $ par an : « j'étais habitué à enregistrer un disque en trois heures avec des musiciens préparés, avec Blood, Sweat and Tears ça leur prenait des mois ». Les puristes du jazz en Europe lui reprocheront pourtant cet engagement qu'ils perçoivent comme une trahison.

### Éloignement de la scène
Au début des années 1970, alors que l'attrait du grand public pour le jazz diminue, sa carrière stagne et il peine à trouver des engagements à la hauteur de ses exigences. Il joue de temps en temps en Europe et au Japon mais se fait plus rare sur scène.
The Elements (en) parait en 1973, où l'on trouve quatre morceaux en forme de jam session inspirées par les quatre éléments. En 1980 paraît Mirror Mirror (en), album sur lequel il est entouré par des musiciens de choix : Chick Corea, Ron Carter et Billy Higgins.
Autour de 1982, il codirige un groupe à géométrie variable qui s'appelle Echoes of an Era puis Griffith Park Collection, avec, entre autres, Freddie Hubbard, Nancy Wilson, Chick Corea, Stanley Clarke et Lenny White.
En 1985, il publie de nouveau un disque chez Blue Note, The State of the Tenor, Vols. 1 & 2 (en), enregistré en trio avec contrebasse et batterie, qui malgré un très grand succès critique ne rencontre pas le public,,.
En 1987, il tourne en Europe avec un trio féminin, ce qui est alors inédit : Renee Rosnes au piano, Marlene Rosenberg à la basse et Sylvia Cuinca à la batterie. Il explique que le choix de ces musiciennes n'est pas politique, mais que la remarque du genre des musiciennes revient en permanence,. La même année, il joue avec Charlie Haden et Al Foster.

### Enseignement
Dans les années 1970, il s'installe à San Francisco, dans le quartier de Twin Peaks. Moins occupé par la scène, il se consacre en bonne partie à l'enseignement. Il donne également de nombreux stages partout dans le monde,,.
Dans une interview en 1991, il explique ainsi sa méthode : « j'enseigne la mémoire plus l'improvisation. La plupart du temps, je n'autorise pas les magnétophones, même si les choses font que je l'autorise de plus en plus. Mais pour profondément comprendre sa faculté de création, un magnétophone ne sert à rien. Pendant une leçon, nous voyageons aussi loin que le cerveau des étudiants leur permet ». Il est critique des Real Books, préférant faire marcher la mémoire. Karlton Hester (en), un de ses étudiants, le décrit comme un « griot moderne », et raconte qu'une leçons peut durer plusieurs heures, pleine de pensée zen appliquée à la musique, avec une incessante attention aux détails.

### Retour chez Verve Records

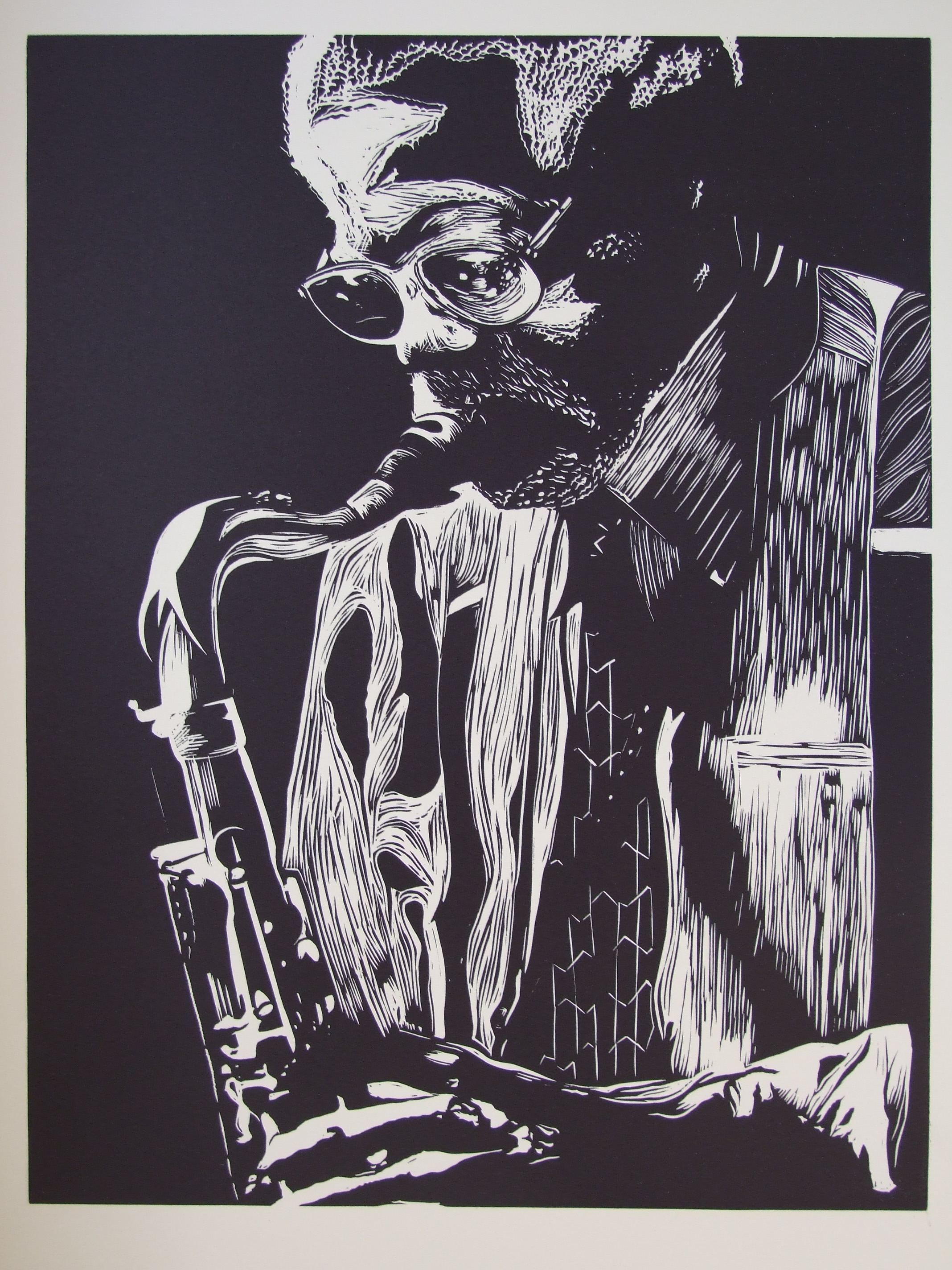
Linogravure représentant Joe Henderson âgé.

En 1992, alors que le jazz retrouve la ferveur du public, Joe Henderson signe chez Verve Records, ce que le label vend comme un évènement. Ses disques centrés autour d'hommages sont simples à identifier et à vendre : rapidement, Joe Henderson devient une star célébrée dans les classements de DownBeat, sans par ailleurs que son jeu ai changé,.
Chez Verve, on trouve donc Lush Life: The Music of Billy Strayhorn (en), en hommage à Billy Strayhorn, qui se vend à plus de 450 000 exemplaires. So Near, So Far (Musings for Miles) (en) dédié à Miles Davis lui permet d'obtenir deux Grammy Awards. Il enregistre également Double Rainbow: The Music of Antonio Carlos Jobim.
Il enregistre un album avec un big band, formé à la fin des années 1980, Big Band (en) (1996),.
Il joue également avec une nouvelle génération de musiciens, dont Renee Rosnes, Rebecca Coupe Franks, Stephen Scott et Holly Cole.
Début 1993, il joue aux côtés de Bill Clinton lors de la cérémonie d'investiture de celui-ci.
Il enregistre son dernier album Porgy and Bess (en) en 1997. On y trouve les meilleurs musiciens de l'époque, ainsi que les chanteurs pop Sting et Chaka Khan.
Ces albums chez Verve sont souvent considérés comme faisant partie de ses meilleurs.

### Vie privée
On en sait presque rien de la vie privée de Joe Henderson.
Approchant la vingtaine, il se marie et a un fils. Au début des années 1970, il épouse Linda, avec laquelle il n'aura pas d'enfant.

### Fin de vie
En 1998, il subit une attaque qui l'affaiblit beaucoup et l'empêche de jouer.
Joe Henderson meurt à 64 ans le 30 juin 2001 à 64 ans d'une insuffisance cardiaque, après une longue lutte avec un emphysème,,. À sa mort, Benny Golson écrit : « [Joe Henderson] avait un pied dans le présent, l'autre dans le futur, et il était à un pas de l'immortalité ».
Il est inhumé dans le cimetière national de Dayton, dans l'Ohio, parmi plus de 44 000 autres vétérans de l'Armée des États-Unis.

## Récompenses

### Obtenues
- 1993 : Grammy Award du meilleur solo de jazz improvisé pour Lush Life sur Lush Life: The Music of Billy Strayhorn (en)
- 1994 : Grammy Award du meilleur solo de jazz improvisé pour Miles Ahead sur So Near, So Far (Musings for Miles) (en)
- 1994 : Grammy Award du meilleur album de jazz instrumental pour So Near, So Far (Musings for Miles) (en)
- 1997 : Grammy Award du Meilleur album de grand ensemble de jazz pour Big Band (en)
- 1999 : NEA Jazz Master[6]

### Nominations
- 1996 : Grammy Award du meilleur album de jazz instrumental pour Lush Life: The Music of Billy Strayhorn (en)
- 1996 : Grammy Award du meilleur album de jazz instrumental pour Double Rainbow: The Music of Antonio Carlos Jobim

## Style
« Doté d'une technique sans faille ni esbroufe, ce ténor toujours lyrique a fini par se trouver un son d'une suavité à la fois caressante et puissante. »

— François-René Simon, Dictionnaire du jazz, 1994.

« Pour moi, un des pires péchés que puisse faire un musicien, c'est de jouer une idée plus d'une fois. Il faut sans cesse faire évoluer les choses, continuer à inventer, surtout quand on fait des disques. J'en suis venu à considérer le changement comme une constante. »

— Joe Henderson, 1991.
Au début de sa carrière, on décèle chez Joe Henderson l'influence de John Coltrane, tant au niveau de la chaleur du son que de la virtuosité. Il s'est avec le temps éloigné de son maître tout en enrichissant son langage. Il crée également des points avec l'autre grand ténor, Sonny Rollins,, et cite également Stan Getz comme une influence, ce qui est rare pour un musicien noir-américain. C'est un musicien cultivé, qui tisse des liens de Thelonious Monk à Paul Hindemith.
Pour autant, il ne peut pas être réduit à influences, et ne se laisse pas enfermer dans une catégorie. Son jeu se caractérise par ses trouvailles harmoniques, ses explorations modales, son jeu en arpèges ou en harmoniques, son développement mélodique,,. La grande variété de son langage rythmique rend ses solos souvent imprévisibles. Son langage harmonique est à la fois hérité du bebop et de son étude de la musique de Béla Bartók ou Igor Stravinsky. Réputé pour sa modestie, il évite les moments de bravoure et fuit les phrases qui attirent des applaudissements faciles, ce qui ne l'empêche pas de s'exprimer d'une manière souvent virtuose.
Durant ses années chez Blue Note Records, il se familiarise avec les genres de l'époque : hard bop, latin jazz, avant-garde ou soul jazz. À la fin des années 1960, sa musique s'électrifie et s'oriente vers le jazz fusion ; cette période est rarement citée comme sa meilleure,. Ses innovations sont passées un peu inaperçues dans les années 1970, quand le free jazz captait la majeure partie de l'attention. Dans les années 1990, la maturité aidant, Joe Henderson les exprime avec « une paradoxale et moderne sérénité », et aquiert un statut de une légende du jazz,,.
Son principal instrument est un saxophone ténor Selmer Mark VI avec un bec Soloist,.

## Compositions
Plusieurs des compositions de Joe Henderson sont devenus des standards de jazz, à commencer par Recorda-me, composé alors qu'il est au lycée et retravaillé pour incorporer un rythme de bossa nova sur son premier album Page One.
In 'n Out et Inner Urge, apparaissant sur les albums du même nom en 1964, sont deux morceaux rapides aux harmonies élaborées et changeantes, parfait supports pour montrer la virtuosité du saxophoniste. Punjab et Serenity montrent son penchant pour les longues mélodies. Avec Isotope il écrit un blues construit sur une phrase qui traverse les douze mesures.
On peut également citer A Shade of Jade (Mode for Joe, 1965), The Kicker (The Kicker (en), 1967), Tetragon (Tetragon (en), 1967-1968), ou la jolie valse Black Narcissus (Black Narcissus (en), 1969).

## Discographie

### En tant que leader

#### Blue Note
- 1963 : Page One
- 1963 : Our Thing (en)
- 1964 : In 'n Out
- 1964 : Inner Urge
- 1966 : Mode for Joe
- 1985 : The State of the Tenor, Vols. 1 & 2 (en)

#### Milestone
- 1967 : The Kicker (en)
- 1967 : Tetragon (en)
- 1969 : Power to the People (en)
- 1970 : If You're Not Part of the Solution, You're Part of the Problem (en)
- 1971 : Joe Henderson in Japan (en)
- 1971 : In Pursuit of Blackness (en)
- 1972 : Black Is the Color (en)
- 1973 : Multiple (en)
- 1973 : The Elements (en)
- 1973 : Canyon Lady (en)
- 1976 : Black Miracle (en)
- 1977 : Black Narcissus (en)

#### Verve
- 1968 : Four (en)
- 1968 : Straight, No Chaser (en)
- 1992 : Lush Life: The Music of Billy Strayhorn (en)
- 1992 : So Near, So Far (Musings for Miles) (en)
- 1994 : Double Rainbow: The Music of Antonio Carlos Jobim
- 1996 : Big Band (en)
- 1997 : Porgy and Bess (en)

#### Red Records
- 1987 : An Evening with Joe Henderson (en)
- 1991 : The Standard Joe (en)

#### Autres labels
- 1977 : Barcelona (en)' (Enja Records)
- 1979 : Relaxin' at Camarillo (en)' (Contemporary Records)
- 1980 : Mirror Mirror (en) (Pausa Records)

### En tant que sideman
Joe Henderson a participé à de nombreux albums en tant que sideman, aux côtés, entre autres, de Grant Green, d'Andrew Hill, d'Horace Silver, de Freddie Hubbard, de Nat Adderley, d'Herbie Hancock ou encore de Lenny White.